# Wizarding World (сайт)
Сайт Wizarding World (ранее известен, как Pottermore) — цифровая площадка, где продаются электронные версии и аудиокниги семи романов о Гарри Поттере, а также публикуются новые статьи и факты Джоан Роулинг о волшебном мире «Гарри Поттера». Также участники могут вновь «перечитать» книги, выполняя различные задания. У каждого имеется свой профиль, где можно настроить свой аватар и с помощью ряда тестов определить: свой факультет, волшебную палочку, и патронус. Ранее у каждого имелся счёт в банке «Гринготтс». Ограниченная бета-версия веб-сайта Pottermore была запущена 31 июля 2011 года (в день рождения Роулинг и персонажа Гарри Поттера), где первому миллиону зарегистрировавшихся фанатов дали возможность пройти испытание «Волшебное перо». Свободная регистрация должна была открыться в октябре 2011 года, но она была перенесена на 14 апреля 2012 года. Первоначально Pottermore спонсировался Sony, но в апреле 2014 года Pottermore расторгнул с компанией все отношения. 22 сентября 2015 года Pottermore запустил сайт с новым дизайном, начав публиковать новости, характеристики о персонажах, статьи, а также ранее не издававшиеся тексты Джоан Роулинг; убрали некоторые функции, среди которых: интерактивное чтение книг, соревнование факультетов и церемония распределения. Две последние функции впоследствии были возвращены в январе 2016 года.
Веб-сайт Pottermore был закрыт в октябре 2019 года и большая часть её контента была перенесена на WizardingWorld.com.

## История
Pottermore был зарегистрирован в апреле 2008 года и разрабатывался в течение двух лет. Администратор фан-сайта The Leaky Cauldron (с англ. — «Дырявый Котёл»), Мелисса Анелли, была вовлечена в проект с октября 2009 года. 15 июня 2011 года на различных фан-сайтах по «Гарри Поттеру» начали публиковаться географические координаты, которые на сайте SecretStreetView.com соответствовали 10 различным местам, среди которых: Салем, Массачусетс, вокзал Кингс-Кросс и Новый Орлеан. На каждую страницу просмотра улиц накладывалась буква, которые, как расшифровали фанаты, выкладывались в «More Potter» или «Pottermore».
Первая веб-страница с анонсом проекта впервые появилась в июне 2011 года. Страница ссылалась на интерактивный YouTube-канал с обратным отсчётом. Роулинг рассказала о некоторых деталях сайта в YouTube-видео 23 июня 2011 года.

### Испытание «Волшебное перо»
Сайт был запущен 31 июля 2011 года, и огромное число людей пыталось его посетить. У тех, кто смог попасть на Pottermore, была возможность принять участие в испытании «Волшебное перо». Успешно проходившие его получали возможность зарегистрироваться на сайте. Испытание в разном виде было доступно в течение 7 дней, каждый день соответствовал определённой книге в серии: первый день — книге «Гарри Поттер и философский камень», и так далее. Каждый день задавался вопрос, соотносившийся с соответствующей книгой, при ответе на который пользователь получал возможность зарегистрироваться. Регистрация была доступна примерно 143 тысячам пользователей в день в течение семи дней до 6 августа 2011 года — до миллиона пользователей в общем.
| Дата      | Вопрос | Ответ                                             | Время начала (BST/MSK) | Время конца (BST/MSK) | Сайт                                                                          | Действие                                                                  |
| --------- | --- | ------------------------------------------------- | ---------------------- | --------------------- | ----------------------------------------------------------------------------- | ------------------------------------------------------------------------- |
| 31 июля   | Сколько видов сов было на вывеске магазина «Eeylops Owl Emporium»? Ответ умножить на 49.                                                           | 245 (всего видов было 5 — глава «Косой переулок») | 9:00/12:00             | 11:00/14:00           | http://www.sony.com                                                           | Нажать (недоступная ссылка) на волшебное перо, плавающее среди других     |
| 1 августа | Каков номер главы, в которой профессор Макгонагалл отменила квиддичный матч между Гриффиндором и Пуффендуем? Ответ умножить на 42.                 | 588 (глава 14 «Корнелиус Фадж»)                   | 10:00/13:00            | 11:17/14:17           | http://harrypotter.warnerbros.com/ (сайт фильма «Гарри Поттер и Дары Смерти») | Найти перо, скрытое в образах                                             |
| 2 августа | На сколько очков Гриффиндор опережал Слизерин в квиддичном матче, когда Гарри поймал золотой снитч, будучи на третьем курсе? Ответ умножить на 35. | 2100 (60 очков)                                   | 11:00/14:00            | 11:57/14:57           | Онлайн-статья, в которой среди рекламы находилось перо                        | «Поддерживать» перо, находящееся среди рекламы, перемещая курсор под ним. |
| 3 августа | Сколько учеников приняло участие в Турнире трех волшебников, когда Гарри был на четвертом курсе? Ответ умножить на 28.                             | 112 (4 ученика)                                   | 15:30/18:30            | 16:03/19:03           |                                                                               |                                                                           |
| 4 августа | Каков номер дома-штаб-квартиры Ордена Феникса на площади Гриммо? Ответ умножить на 21.                                                             | 252 (дом 12)                                      |                        | 19:00/22:00           |                                                                               |                                                                           |
| 5 августа | Сколько глав в книге «Гарри Поттер и Принц-полукровка» ? Ответ умножить на 14.                                                                     | 420 (в книге 30 глав)                             |                        |                       | Сайт парка о Гарри Поттере в Орландо                                          |                                                                           |
| 6 августа | Сколько существует Даров Смерти? Ответ умножить на 7.                                                                                              | 21 (всего их 3)                                   | 1:00/4:00              | 3:00/6:00             |                                                                               |                                                                           |

3 августа пользователи сначала перенаправлялись на страницу о Гарри Поттере на сайте Sony, но после обновления страницы они перенаправлялись на страницу регистрации.
6 августа было последним днём испытания «Волшебное перо». После того, как лимит количества пользователей был исчерпан, ранняя регистрация на Pottermore была закрыта. Остальным пользователям пришлось ждать официального запуска сайта в конце октября, однако в конце октября администрация объявила о переносе даты открытия на неопределённый срок. Наконец, 14 апреля 2012 года свободная регистрация на Pottermore была открыта.
Изначально Pottermore был доступен на английском, французском, немецком, итальянском и испанском. Позднее добавилась поддержка японского языка и возможность покупать электронные книги на португальском.
23 февраля 2013 года был запущен краудсорсинг-проект по переводу Pottermore на русский язык поклонниками серии книг о Гарри Поттере. Создатели проекта рассчитывали таким образом привлечь внимание создателей самой игры к необходимости добавления поддержки русского языка для Pottermore, однако на сегодняшний день он так и не был добавлен.